# Basset gaskoński
Basset gaskoński – jedna z ras psów, należąca do grupy psów gończych i posokowców, zaklasyfikowana do sekcji psów gończych. Podlega próbom pracy.

## Krótki rys historyczny
Rasa powstała w XVII wieku. Wymarła w 1911 roku. Dzięki M. Alainowi Bourbounowi obecne bassety gryfońskie zostały odtworzone na jej podobieństwo.

## Użytkowość
Pies ten jest zarówno psem myśliwskim, jak i dobrym towarzyszem człowieka.

## Charakter i temperament
Przyjazny, aktywny i pełen temperamentu.

## Wygląd
Umaszczenie jest trójkolorowe, z przewagą bieli, czarnym nakrapianiem na tułowiu i głowie oraz rudym podpalaniem na głowie. Sierść krótka. Stosunkowo długi, wąski ogon. Mocne, owalne stopy.